# Rezerwat Bajkalsko-Leński
Rezerwat Bajkalsko-Leński (ros. Байкало-Ленский государственный природный заповедник) – ścisły rezerwat przyrody (zapowiednik) w obwodzie irkuckim w Rosji. Znajduje się w rejonach kaczudzkim i olchońskim, a jego obszar wynosi 6 599,19 km². Rezerwat został utworzony dekretem rządu Rosyjskiej Federacyjnej Socjalistycznej Republiki Radzieckiej z dnia 5 grudnia 1986 roku. W 1996 roku wraz z jeziorem Bajkał i jego okolicami (Barguziński Rezerwat Biosfery, Zabajkalski Park Narodowy, Nadbajkalski Park Narodowy, Bajkalski Rezerwat Biosfery) został wpisany na Listę Światowego Dziedzictwa UNESCO pod nazwą „Jezioro Bajkał”. Dyrekcja rezerwatu znajduje się w mieście Irkuck.

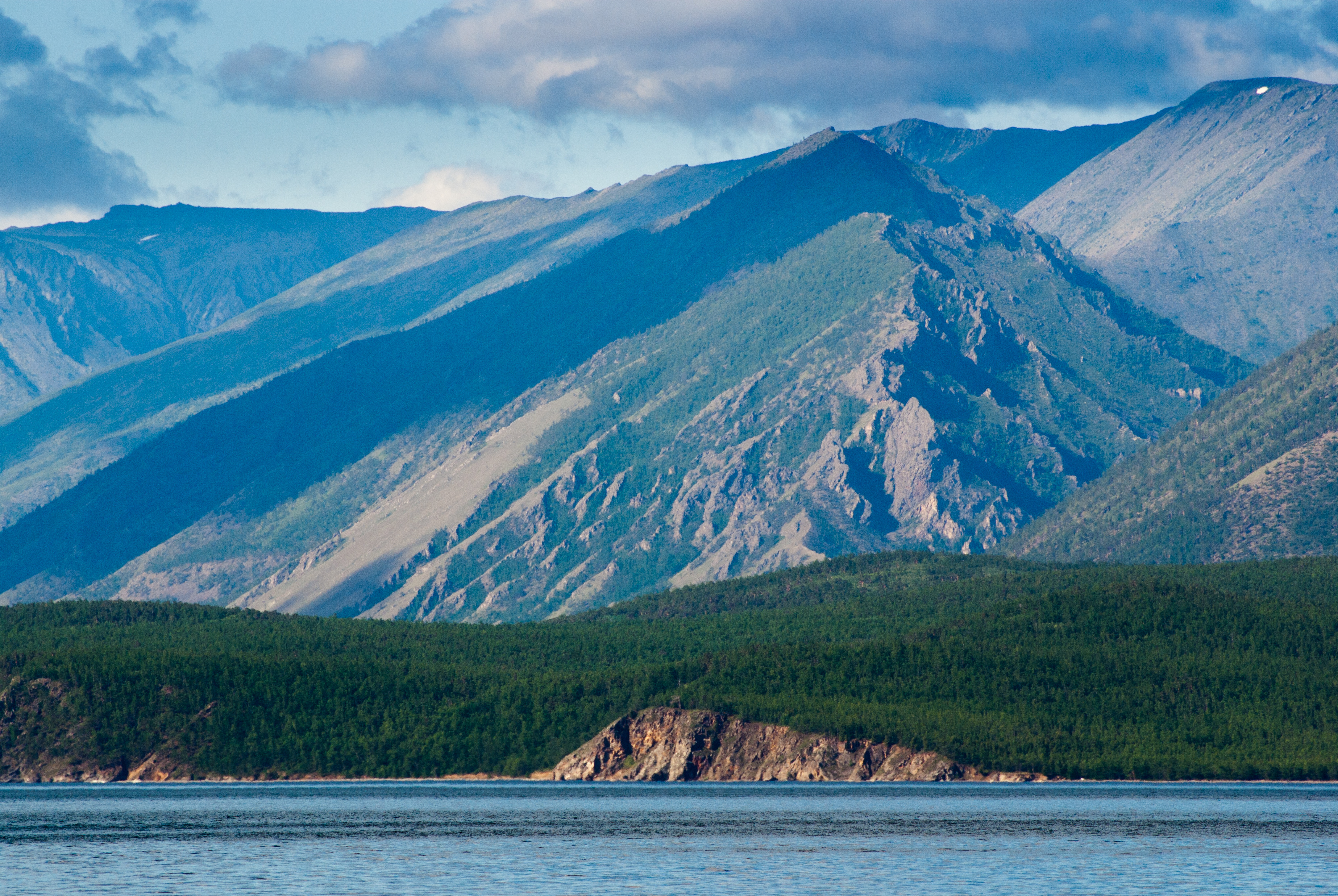
Widok z jeziora Bajkał na rezerwat

## Opis
Rezerwat obejmuje 100 km północno-zachodniego wybrzeża jeziora Bajkał oraz południową część Gór Bajkalskich. Znajdują się tu źródła rzeki Lena. 

## Flora
Większą część powierzchni rezerwatu zajmuje tajga. Ze względu na położenie w górach są tu też stepy, lasostepy, łąki subalpejskie i tundra górska. W rezerwacie występuje 130 gatunków grzybów, ponad 300 gatunków porostów, 178 gatunków mszaków i 947 gatunków roślin naczyniowych, w tym 47 endemitów.
W lasach występuje sześć rodzajów drzew iglastych: modrzew syberyjski, modrzew Czekanowskiego, sosna zwyczajna, sosna syberyjska, jodła syberyjska i świerk pospolity oraz trzy gatunki brzóz i topola osika.

## Fauna
Fauna ptaków rezerwatu liczy 276 gatunków, z czego 42 gatunki są rzadkie. Żyją tu m.in. bieliki, orły przednie, rybołowy, sokoły wędrowne, białozory.
Rezerwat zamieszkuje 52 gatunki ssaków. Najpospolitszym gatunkiem wśród dużych drapieżników jest niedźwiedż brunatny. Powszechnymi gatunkami są również  m.in.: renifer tundrowy, wiewiórka pospolita, zając bielak, łoś euroazjatycki, jeleń szlachetny, sarna syberyjska, piżmowiec syberyjski, wilk szary, rosomak tundrowy, ryś euroazjatycki, soból tajgowy, wydra europejska i świstak czarnogłowy.